# فرمانده (مسابقه تلویزیونی)
فرمانده یک مستند تلویزیونی ایرانی بود  که در قالب برنامه‌ای واقع‌نما توسط خانه مستند انقلاب اسلامی سازمان هنری رسانه‌ای اوج تولید می‌شد. تاکنون پنج سری از این مسابقه تلویزیونی تهیه و پخش شده‌. ایده این مستند مسابقه در سال ۱۳۹۰ شکل گرفت و آغاز پخش اولین سری این برنامه از سال ۱۳۹۳ در شبکه افق آغاز شد. نفرات برتر این مسابقه علاوه بر جایزه نقدی، کلاه سبز تکاوری نیروهای ویژه دریایی و اجازه ورود به نیروهای ویژه دریایی را دریافت می‌کنند قرار بود فصل ششم این مسابقه ساخته بشود   ولی به دلیل شیوع ویروس کرونا ساختش به تعویق افتاد ولی بعد شیوع ویروس هرگز ساخته نشد.

## شرح مسابقه
در این برنامه سرگرمی‌محور اگرچه در قالب واقع نمایش افراد، مکان‌ها و موقعیت‌ها در ذهن سازندگان اثر طراحی شده اما واکنش شرکت‌کننده این مسابقه به قدری آزاد و غیرقابل پیش‌بینی است که حتی می‌تواند ادامه مسابقه را تحت‌الشعاع قرار دهد. در این مسابقه نفرات شرکت‌کننده در دو گروه تقسیم شده و رقابت می‌کنند. دوربین و دستیاران فرمانده چشمان فرمانده‌اند که فقط طول مسابقه را رصد نمی‌کنند بلکه همیشه و همه جا شرکت کنندگان را زیر نظر دارند. مسابقه دهندگان و شخصیت خاص هر کدام مورد توجه قرار می‌گیرد و بیننده تشویق می‌شود سرانجام هر شرکت‌کننده را در موقعیت‌های مختلف دنبال کند. در این مسابقه مستند، یک فرمانده نظامی با کمک دستیارانش مراحل مختلفی را برای رقابت شرکت کنندگان تعریف می‌کنند و پس از آموزش‌های اولیه مسابقه آغاز می‌شود و فرمانده و دستیارانش بر عملکرد شرکت‌کنندگان نظارت می‌کنند. هر مرحله از مسابقه در یک قسمت از سریال برگزار می‌شود و معمولاً در پایان هر قسمت کسی که بنا به نظر فرمانده ضعیف‌ترین عملکرد را داشته‌است از مسابقه حذف شده و به خانه بازمی‌گردد.

### سری اول
سری اول این مسابقه در ۱۰ قسمت ۵۲ دقیقه‌ای و در پادگان آموزشی سید الشهدای نیروی دریایی سپاه واقع در منطقه زیباکنار گیلان فیلمبرداری شد. کارگردانی سری اول این مجموعه را حسام اسلامی و حامد  شکیبانیا بر عهده داشتند. سردار علی مسجدیان فرماندهی ۱۰ شرکت‌کننده نهایی این مسابقه را بر عهده داشت و مهدی گلکار و هاشم قنبری به عنوان دستیاران فرمانده حضور داشتند. سری اول مسابقه فرمانده نوروز ۱۳۹۳ از شبکه افق پخش شد و منوچهر والی زاده راوی مسابقه بود.

### سری دوم
سری دوم این مستند در جزیره فارور در خلیج فارس تولید شد. کارگردانی سری دوم این مجموعه را مانند سری قبل حسام اسلامی و حامد  شکیبانیا بر عهده داشتند. فیلمبرداری سری دوم در فروردین و اردیبهشت ۱۳۹۲ انجام شد. سردار شهید محمد ناظری فرمانده سابق نیروی ویژه دریایی سپاه مستقر در جزیره فارور خلیج فارس؛ فرماندهی سری دوم مسابقه را برعهده داشت و امیر عطایی و علی مولایی به عنوان دستیاران فرمانده حضور داشتند.
این فصل که برای اولین بار در تعطیلات نوروز ۹۴ از شبکه افق به روی آنتن رفت. گویندگی متن این سری را ژرژ پطرسی بر عهده داشت. سری دوم شامل ۱۰ قسمت ۵۰ دقیقه‌ای بود:
1. ورود به جزیره
2. سفر به بنی فارور
3. گریم و شناسایی
4. تیراندازی
5. پرش از ارتفاع و فین زدن
6. استتار
7. آزمون سه‌گانه: شنا، دوچرخه سواری و دوی استقامت
8. زنده ماندن در لایف رفت
9. روز سخت
10. فینال

براساس نظرسنجی انجام شده در وبگاه رسمی مستند مسابقه فرمانده قسمت پنجم (پرش از ارتفاع و فین زدن)، قسمت چهارم (تیراندازی) و قسمت هشتم (زنده ماندن در لایف رفت) به ترتیب جذاب‌ترین قسمت‌های این فصل از دید مخاطبان بودند.

### سری سوم
سری سوم این مسابقه با ثبت نام اینترنتی و برگزاری آزمون عملی از میان منتخبان آغاز شد. در نتیجه این آزمون که اواخر شهریور ۱۳۹۴ در پادگان سیدالشهدای نیروی دریایی سپاه واقع در زیباکنار در استان گیلان برگزار شد از میان افراد شرکت‌کننده ۳۰ نفر برای مرحله بعدی انتخاب شدند. در آخرین مرحله آزمون انتخابی که در ۲۳ و ۲۴ مهر ۱۳۹۴ در شهرک سینمایی دفاع و مقدس برگزار شد نهایتاً ۱۰ نفر برای مسابقه انتخاب شدند. سرانجام مرحله اصلی مسابقه با شرکت ۱۰ منتخب در اوایل آبان ماه ۹۴ در جزیره فارور واقع در خلیج فارس برگزار شد که سردار محمد ناظری به عنوان فرمانده و امیر عطایی و سعید شاهین فر به عنوان دستیاران فرمانده حضور داشتند. سری سوم این مسابقه توسط حسام اسلامی، مهدی جبین‌شناس و مجید عزیزی کارگردانی شد.
پخش تلویزیونی این مجموعه، نوروز ۱۳۹۵ از شبکه افق آغاز شد. راوی سری سوم مسابقه ژرژ پطرسی بود.

### سری چهارم
فیلم‌برداری سری چهارم این مسابقه در استان سیستان و بلوچستان در اردیبهشت ۱۳۹۶ به اتمام رسید و در نوروز ۱۳۹۷ از شبکه افق پخش شد.

### سری پنجم
این سری از مسابقه نیز مانند سری چهارم در استان سیستان و بلوچستان فیلمبرداری شد و در نوروز ۱۳۹۸ از شبکه‌های مستند، شبکه سه و شبکه افق پخش شد.

## درگذشت محمد ناظری
سردار محمد ناظری که در سری دوم و سوم این مجموعه به عنوان فرمانده حضور داشت که یک روز قبل از پخش آخرین قسمت سری سوم این مجموعه در صبح ۲۲ اردیبهشت ماه ۱۳۹۵ در جزیره فارور بر اثر ایست قلبی درگذشت.